# I liga 1965-1966
L'edizione 1965-66 del Campionato polacco di calcio vide la vittoria finale del Górnik Zabrze.
Capocannoniere del torneo fu Włodzimierz Lubański (Górnik Zabrze), con 23 reti.

## Classifica finale
|     | Classifica         | G  | V  | N  | P  | GF | GS | Pt |
| --- | ------------------ | -- | -- | -- | -- | -- | -- | -- |
| 1.  | Górnik Zabrze      | 26 | 19 | 4  | 3  | 62 | 24 | 42 |
| 2.  | Wisła Cracovia     | 26 | 10 | 12 | 4  | 29 | 22 | 32 |
| 3.  | Polonia Bytom      | 26 | 12 | 7  | 7  | 37 | 28 | 31 |
| 4.  | Szombierki Bytom   | 26 | 13 | 5  | 8  | 43 | 35 | 31 |
| 5.  | Zagłębie Sosnowiec | 26 | 12 | 5  | 9  | 59 | 39 | 29 |
| 6.  | Legia Varsavia     | 26 | 9  | 8  | 9  | 30 | 28 | 26 |
| 7.  | Stal Rzeszów       | 26 | 8  | 10 | 8  | 29 | 30 | 26 |
| 8.  | Śląsk Wrocław      | 26 | 9  | 7  | 10 | 26 | 35 | 25 |
| 9.  | Zawisza Bydgoszcz  | 26 | 10 | 4  | 12 | 30 | 35 | 24 |
| 10. | GKS Katowice       | 26 | 7  | 8  | 11 | 24 | 37 | 22 |
| 11. | Ruch Chorzów       | 26 | 8  | 5  | 13 | 41 | 44 | 21 |
| 12. | ŁKS Łódź           | 26 | 7  | 7  | 12 | 33 | 41 | 21 |
| 13  | Odra Opole         | 26 | 7  | 6  | 13 | 26 | 40 | 20 |
| 14. | Gwardia Warszawa   | 26 | 5  | 4  | 17 | 20 | 51 | 14 |

### Verdetti
- Górnik Zabrze Campione di Polonia 1965-66.
- Odra Opole e Gwardia Warszawa retrocesse in II liga polska.